# Merona cornucopiae
Merona cornucopiae is een hydroïdpoliep uit de familie Oceaniidae. De poliep komt uit het geslacht Merona. Merona cornucopiae werd in 1864 voor het eerst wetenschappelijk beschreven door Norman. 